# Sint-Theresiakapel (Herne)

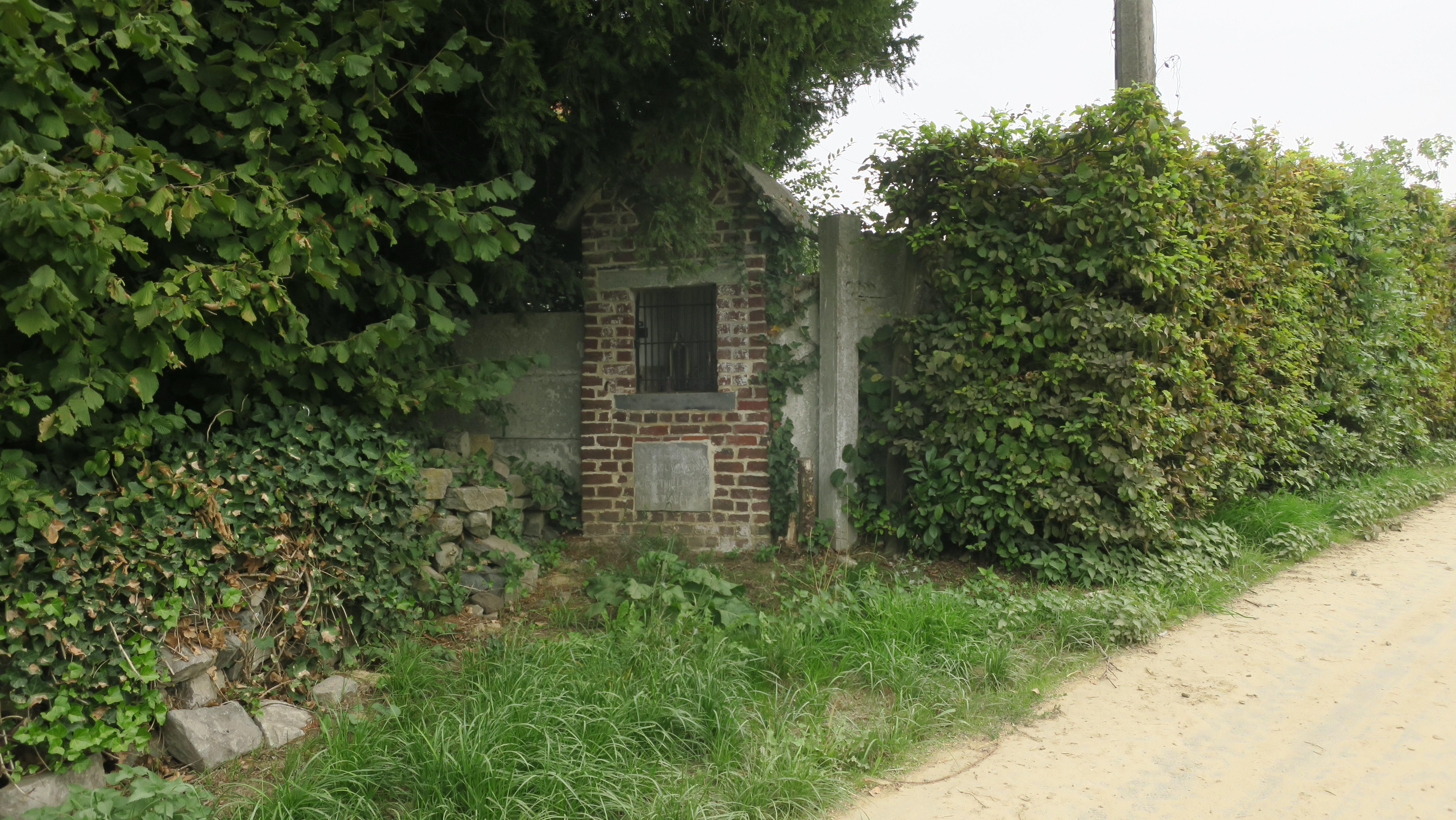
De kapel ter ere van Sint-Theresia van Lisieux.

De kapel ter ere Sint-Theresia van Lisieux is een kapel in de Vlaams-Brabantse gemeente Herne. De kapel bevindt zich bij het woonhuis gelegen aan de Mottestraat 12.
Een opschrift vermeldt de opdrachtgever en het bouwjaar: 
Deze capel is
gebouwt door
de W. Tiels
in het jaer 1908
Oorspronkelijk werd de veldkapel gebouwd aan de achterzijde. In 1934 werd het gebouwtje overgebracht naar de straatzijde.
De pijlerkapel is opgetrokken in baksteen en is bedekt met een gecementeerd zadeldak. Onder de nis bevindt zich een vierkante ingemetselde hardsteen met de vermelding van de opdrachtgever en bouwjaar. In de topgevel is een arduinen ruitsteen, omgeven door een baksteen in strekverband, ingemetseld met het opschrift:
Der
Heere van
de heiligste
Therese
1934
Links steekt een gleuf voor de offergave uit de muur. De rechthoekige nis is afgesloten met een ijzeren pijlerhekje. Binnenin zijn de muren bepleisterd en liggen er gecementeerde tegels in een kleurrijk, geometrisch patroon. Een heiligenbeeld van Theresia van Lisieux alsook andere beelden staan in de nis. De kapel is omgeven door sierplanten en klimop.